# Station Stavne
Station Stavne (Noors: Stavne stoppested) is een station in Stavne in de Noorse gemeente Trondheim. Het station werd in 1921 geopend en in 2001 gesloten bij de aanleg van de ringlijn van Trondheim, de Stavne-Leangenbanen. De functie van het station werd overgenomen door Marienborg.